# (35630) 1998 KQ23
1998 كي كيو 23 (ويعرف أيضًا باسم (35630) 1998 كي كيو 23 وفق تسمية الكوكب الصغير) (بالإنجليزية: 1998 KQ23)‏ هو كويكب ضمن حزام الكويكبات؛ وترتيبه 35630 من حيث الاكتشاف.
اكتُشف هذا الجُرم الفلكي بواسطة بحث لنكولن عن الكويكبات القريبة من الأرض في 22 مايو 1998.

## وصلات خارجية
- (35630) 1998 KQ23 في قاعدة بيانات مختبر الدفع النفاث لأجرام النظام الشمسي الصغيرة

- الاكتشاف · مخطط المدار ·  العناصر المدارية · المعلمات المادية

- (35630) 1998 KQ23 على موقع ويكي سكاي: DSS2, SDSS, GALEX, IRAS, Hydrogen α, X-Ray, Astrophoto, Sky Map, Articles and images